# Grande médaille de l’Académie des sciences
A Grande médaille de l’Académie des sciences é uma condecoração da Académie des Sciences da França.
Este prêmio foi o resultado de uma aglutinação de um total de 143 condecorações em um único reconhecimento da academia e do Institut de France. Dentre as condecorações que lhe deram origens constam por exemplo o Prêmio Lalande de astronomia e o Prêmio Poncelet de matemática.

## Recipientes
- 1997 Jozef Schell
- 1998 Leo Kadanoff
- 1999 René Thomas
- 2000 Robert Langlands
- 2001 Albert Eschenmoser
- 2002 Richard Garwin
- 2003 David Domingo Sabatini
- 2004 David Gross
- 2005 Ronald Mark Evans
- 2006 Peter Goldreich
- 2007 Tomas Hökfelt
- 2008 Susan Solomon
- 2009 Robert Allan Weinberg
- 2010 Michael Atiyah
- 2011 Avelino Corma
- 2012 Adi Shamir
- 2013 Joan A. Steitz
- 2014 Joel Lebowitz
- 2016 Alexander Varshavsky[1]
- 2018 Jocelyn Bell Burnell[2]
- 2021 Katalin Karikó, bioquímica [3]